# ČSA-Flug 511 (12. Juli 1961)
ČSA-Flug 511 (kurz OK511) war ein Linienflug der tschechoslowakischen Fluggesellschaft ČSA von Prag nach Bamako mit mehreren Zwischenstopps, der am 12. Juli 1961 in der Nähe von Casablanca mit dem Absturz der eingesetzten Iljuschin Il-18 endete.
Das Unglück ist nicht zu verwechseln mit dem am 28. März 1961 erfolgten Absturz des ebenfalls als ČSA-Flug 511 gelisteten Fluges nahe Nürnberg.

## Flugzeug und Piloten
Die Iljuschin Il-18W mit dem Kennzeichen OK-PAF wurde am 22. April 1961 an die Československé Aerolinie, kurz ČSA, übergeben und war zum Unfallzeitpunkt knapp drei Monate alt. Der Kapitän von Flug OK511 hatte insgesamt 10.560 Stunden und der Copilot 6301 Stunden Flugerfahrung. Die beiden Piloten waren mit der Il-18 unterschiedlich stark vertraut. Während der Copilot nur 223 Stunden Flugerfahrung hatte, konnte der Kapitän 826 Stunden Flugerfahrung auf diesem Muster vorweisen.

## Verlauf
Nach einer Zwischenlandung startete Flug 511 am 11. Juli um 20:43 Uhr vom Flughafen Zürich mit Ziel Rabat. Um 1:00 Uhr nahmen die Piloten Kontakt mit dem Tower vom Flughafen Rabat auf, um sich über die Wetterverhältnisse zu informieren. Wegen der schlechten Sichtweite von nur 10 Metern entschieden sich die Piloten, auf dem Flughafen Casablanca-Anfa zu landen. Gegen 1:06 Uhr begann die Il-18 mit dem Sinkflug und vier Minuten später befand sich das Flugzeug im Landeanflug auf den Flughafen. Die Piloten starteten die Maschine durch und um 1:13 Uhr überflog die Il-18 den Flughafen. Drei Minuten später meldeten die Piloten eine Höhe von 400 Metern  (1.300 Fuß) sowie eine Wolkenobergrenze von 150 Metern (500 Fuß). Wegen der sich weiter verschlechternden Sichtverhältnisse baten die Piloten um die Erlaubnis, auf der Nouasseur Air Base (heute Flughafen Casablanca) zu landen.
Noch während der Fluglotse auf der Nouasseur Air Base nach einer Landeerlaubnis für Flug 511 fragte, kollidierte die Il-18 gegen 1:25 Uhr mit dem Boden und ging in Flammen auf. Alle 72 Personen an Bord starben.

## Unfallursache
Die wahrscheinlichste Absturzursache ist ein zu schneller Höhenverlust, bei dem das Flugzeug nicht mehr rechtzeitig hochgezogen werden konnte. Die Piloten versuchten, unter die Wolkendecke zu sinken. Auch ein technischer Defekt konnte nicht ausgeschlossen werden.